# Gabriela González (arquitecta)

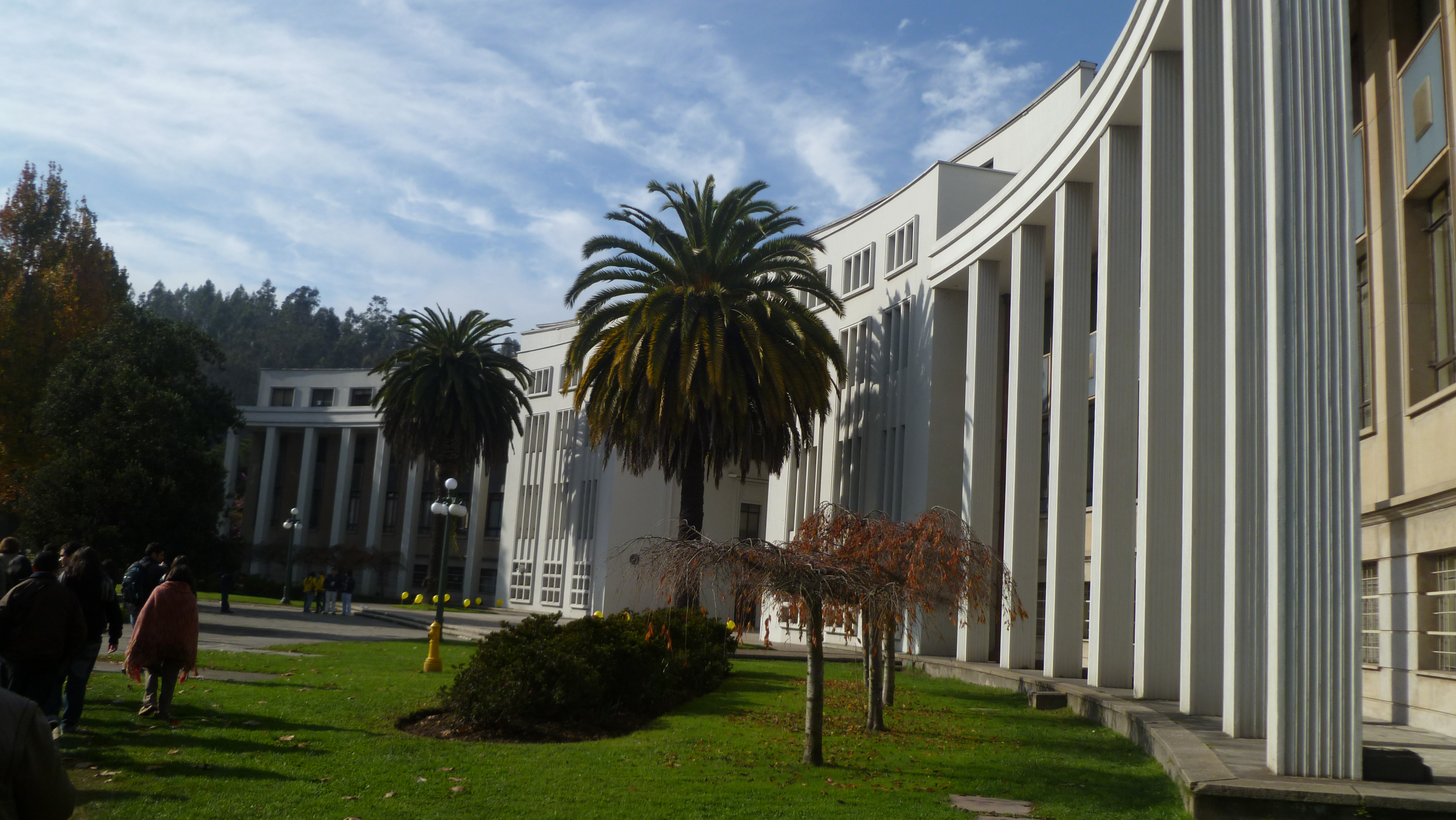
Arco de Medicina de la Universidad de Concepción, Gabriela González y Edmundo Buddemberg

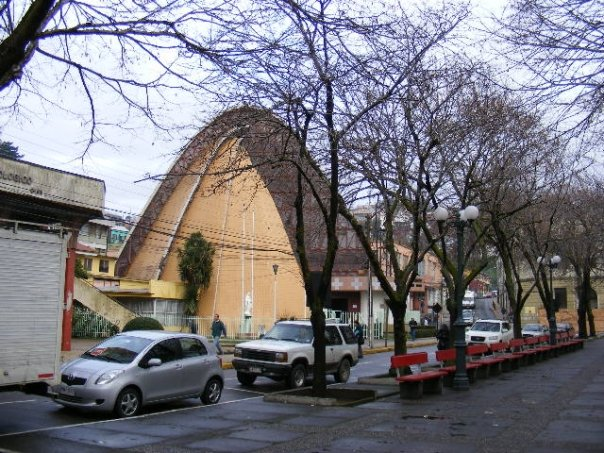
Parroquia San José de Talcahuano, Gabriela González, Pedro Tagle Martínez y José Léniz Cerda

Gabriela González de Groote (1918-2006), también conocida como Gabriela de Groote, fue una arquitecta chilena, pionera en edificios en altura en Concepción.

## Vida Laboral
Gabriela González de Groote se tituló de la carrera de arquitectura en la Universidad de Chile en 1953. Fundó con su marido, el ingeniero José Leniz Cerda, y con su colega Edmundo Buddenberg, una oficina de arquitectura e ingeniería en la ciudad de Concepción.
En la década de 1940 se inicia un importante proceso de edificación en la ciudad debido al terremoto de Chillán de 1939, el que dañó seriamente el 95% de las casas de Concepción. González de Groote, junto a sus colegas Luz Sobrino, Inés Frey y Dora Riedel, formaron parte del grupo de primeras arquitectas de Concepción que colaboraron con la reconstrucción y edificación de la ciudad, tomando esta oportunidad para llevar los principios de la arquitectura moderna al sur de Chile.

En el libro Women's Creativity since the Modern Movement (1918-2018) se menciona lo siguiente sobre la vida laboral de Gabriela de Groote.

"Desde 1950 una nueva ola de arquitectos llegó a Concepción y empezaron a trabajar en un amplio rango de edificios y gestiones. La mayoría estudió en la Universidad de Chile cuando la escuela de arquitectura tuvo un importante periodo de transición al movimiento moderno. Gabriela de Groote formó parte de este grupo, se trasladó a Concepción a finales de la década de los 40 debido a que ganó el concurso para el edificio de Medicina, parte de la Universidad de Concepción, un trabajo en conjunto con el arquitecto Edmundo Buddemberg. González más tarde trabajo en los primeros edificios residenciales de Concepción, asociada con arquitectos contemporáneos. Gabriela desarrolló un estilo de diseño dedicado a la geometría y a las fachadas “sobrias” priorizando la funcionalidad y la estructura. Ella estaba asociada con el pensamiento de los arquitectos de izquierda. Además de su visión constructiva y producción arquitectónica, ella asistió a varios congresos internacionales como el de 1963 UIA congreso en Habana, Cuba: Arquitectura y países subdesarrollados, junto a su amigo y asociado Osvaldo Cáceres. En los 70 ella trabajó en proyectos relacionados con las viviendas sociales. Después, trabajó en el Ministerio de Obras Públicas, “lugar donde se volvió una figura respetada a pesar de las diferencias con sus colegas, ser una mujer y además ser cercana a arquitectos de izquierda." 

## Obras
Antes de egresar de la Universidad de Chile, González de Groote regresó a su natal Valdivia para realizar sus primeras construcciones, unas estructuras de vivienda llamadas "casas A", construidas con techumbres de alerce en el campo de Isla Teja de la Universidad Austral de Chile. En el año 1956, comenzó a trabajar con Osvaldo Cáceres y Pedro Tacner en la construcción del plano urbano de la isla Teja.
Antes de eso, en 1946, Gabriela ganó junto a su colega Edmundo Buddenberg el Concurso Nacional de Arquitectura organizado por Universidad de Concepción, y que tendría como resultado el diseñó y construcción del conocido Arco de medicina, en el campus de la universidad. La construcción se llevó a cabo entre 1948 y 1954. Pensado como un pórtico que daba la bienvenida a la universidad, se ha convertido en un símbolo de la ciudad, reconocida como “el arco”. La estructura se basa en una serie de columnas estriadas de tres pisos de altura, que acaban con un techo de marquesina curva, formando un marco horizontal tapizado por un relieve alegórico del escultor argentino Mario Ormezzano, el cual simboliza la inteligencia, el conocimiento y el pensamiento creador.
Años más tarde, Gabriela González de Groote realizó, en 1958, el proyecto para un edificio situado en calle Aníbal Pinto 513/535 en Concepción, en el que se ubicaría el Centro Árabe. A su vez, Gabriela, diseñó tres de las Galerías comerciales de Concepción; una de ellas fue de los primeros edificios en altura, el edificio Iconsa, levantada el año 1956 en la calle San Martín número 633. También junto con Osvaldo Cáceres diseña la Galería Lido (también conocido como Iconsa II) construido entre 1962 hasta 1964. Y por último, junto con Pedro Tangle, diseñaron la Galería Iconsa VI, ubicada en Maipú con Rengo, Concepción.
Hacia mediados de la década de los cincuenta, nuevamente junto a Buddemberg, y con Osvaldo Cáceres y Alejandro Rodríguez, resultaron ganadores del concurso para la construcción del edificio para el Fondo de Indemnización de los Trabajadores de la Universidad de Concepción (FIUC). Este pasó a ser un icono de la modernidad, con su placa base que incluyó una galería comercial en dos plantas y torres sencillas que responden a los principios de la arquitectura moderna. El terremoto de 1960 encontró a este edificio en plena construcción y el del año 2010 generó grandes daños por lo que se ha reformado.
Junto a Osvaldo Cáceres, trabajaron en la reposición del Cine Ducal, edificio que sufrió leves daños tras el terremoto de 1960, proyecto original de Guillermo Schneider de 1937. Además trabajaron juntos en el edificio ICONSA 2, el cual contenía el Cine Lido, sala de espectáculos también de la autoría de la dupla Cáceres/González.
Otras obras en las que intervino son además de templos e iglesias luteranas en Concepción, Tomé y Los Ángeles.
La actual Iglesia de San José, situada en la calle Bulnes 245 en Talcahuano es el resultado de un concurso público de arquitectura, ganado por Gabriela González, Pedro Tagle Martínez y José Léniz Cerda. Las obras se iniciaron en 1974 y fue terminada en noviembre de 1981. Como también diseñó la Parroquia Nuestra Señora de Lourdes ubicada en la calle Pedro de Valdivia, Concepción.
Los edificios en los que trabajó Gabriela González pasaron a la posteridad por sus aportes tipológicos, ser los primeros edificios en altura y por su resistencia frente a los terremotos de 1960 y 2010.